# 織田勝長
織田 勝長（おだ かつなが）は、安土桃山時代の武将。織田信長の5男（もしくは四男）。幼名は御坊丸。「勝長」は『甲陽軍鑑』において見られる名で、史料で確認できる実名は、津田源三郎、織田源三郎信房。法名は林庭宗松。

## 略歴
生年は不明で、生母も不明である。
元亀3年（1572年）8月14日に美濃国岩村城（岐阜県恵那市）の城主・遠山景任が亡くなった後、養子として岩村城へ入府したとされる。遠山氏は武田氏と織田氏の両方に服属していた。景任の妻おつやの方は系図上、織田家から来た信長の叔母であった。景任が嗣子なくして死去したため、遠山家内の織田方を支持する家臣派閥の申し入れにより、信長の子を貰い受け遠山氏を嗣がせた。これにより遠山氏は織田陣営に組み入れられた。
同年11月、甲斐国の武田信玄の西上作戦に際し、武田家臣の秋山虎繁（信友）は別働隊として信濃から美濃を侵攻し、岩村城を包囲した。武田方を支持する家臣がこれに呼応したことにより岩村城は降伏した。おつやの方が秋山虎繁を夫として迎え入れ、幼主を養育することを条件として、武田方との和議が結ばれたとされる。11月14日、武田軍は岩村城へ入城した。
元亀4年（1573年）2月下旬、織田掃部の仲介によって、おつやの方は岩村城代となった秋山虎繁と祝言を挙げ、御坊丸は甲府に送られた。御坊丸は甲府（山梨県甲府市）で人質となった。一方、『信長公記』の天正9年（1581年）11月24日条では、先年に信玄から信長の末子を養子にしたいという要望があって甲府に出されたが、その後武田氏と織田氏の間の関係が悪くなって戻ってきたとしている。
天正2年（1574年）、武田勝頼は伊奈・岩村を足がかりに東美濃に侵攻し、さらに遠江国に転じて高天神城を攻略した。翌天正3年（1575年）にも同じような経路から長篠城を攻め、この侵攻軍を迎え討った織田・徳川軍と会戦となったが（長篠の戦い）武田方が大敗した。さらに岩村城も織田信忠によって奪還された。天正8年（1580年）3月、越後国の上杉氏の内乱である「御館の乱」以降、同盟破棄となった北条氏政との対立を抱えていた勝頼は、常陸国の佐竹義重を介して信長との和睦を試みた。。この勝頼と信長との和睦交渉は「甲江和与（こうごうわよ）」と呼ばれ、『甲陽軍鑑』によれば信房の返還には勝頼側近の僧・大竜寺麟岳らが協議したという。この過程において、天正9年に信房（勝長）は織田家に返還されたが、信長はこの頃すでに武田氏を滅ぼす方針を固めていたとされ、北条氏とも連携し武田領を挟撃する算段となっており、東美濃方面でも苗木の遠山友忠に周辺諸侯の調略をさせていた。即ち勝頼の和睦交渉の要請は黙殺された。
勝長は武田家のもとで元服し「源三郎信房」を名乗っており、「信」は武田勝頼から偏諱として与えられた武田家の通字であると考えられている。『甲陽軍鑑』では傅として五十君久助という人物が付いたとされる。他方で『寛政重修諸家譜』では、身柄返還後の天正9年11月24日に織田家において「勝長」として元服し、源三郎と称したとしている。『信長公記』の前述の条によれば、信房は安土城で実父の信長と対面し、信長は信房を尾張国犬山城（愛知県犬山市）の城主とし、小袖・刀・鷹・馬・槍などその他いろいろ取り揃えて贈った。信長は信房の側近にまでそれぞれ相応のものを贈ったという。『当代記』でも元服は帰還後とし、大小の家臣もそれぞれ祝いの品を進呈したが、なかでも羽柴秀吉は銀子三千両、小袖二百を進呈したという。
天正10年（1582年）3月、織田・徳川連合軍の武田領侵攻（甲州征伐）では、総大将の兄信忠に従って参陣した。『信長公記』に拠れば、3月3日に上野国衆の安中七郎三郎が大島城から退去した後に再び立て篭もった諏訪高島城の明け渡しを指揮した。3月7日には足軽隊を率いて森長可・団忠直と共に上野国へ進撃し、小幡信貞から人質を取るなど上野国を鎮撫した。安中七郎三郎の仲介で大戸浦野氏を服属させた。3月21日までには安中氏の安中城へ入城し、上野国衆の旧武田家臣の服従に携わっている。
同年6月、本能寺の変の際には二条新御所に長兄・信忠とともにあり、明智光秀の軍勢に攻められて奮戦ののちに討ち死にした。享年は判明しないが、20歳代であったと推定される。
長男の勝良は織田信雄に仕え、のち加賀前田家に600石で仕えた。子孫もそのまま加賀藩に仕えた。

## 関連作品
小説
- 最期の赤備え（時代小説短編集『尼首二十万石』に収録）- 講談社、宮本昌孝著
- 新 織田戦記（織田勝長を主人公とした仮想戦国シミュレーション小説）- 学習研究社 歴史群像新書、河丸裕次郎著
- 伊東潤　『温もりいまだ冷めやらず』（『戦国鬼譚　惨』収録の短編）『覇王の血』（『決戦!本能寺』収録の短編）

テレビドラマ
- 徳川家康（1983年（昭和58年） NHK大河ドラマ 演：伊藤秀和）
- おんな風林火山（1986年（昭和61年） TBS 演：嵩山真一 → 坂詰貴之）